# Eraserheads
Eraserheads – filipiński zespół pop-rockowy założony w 1989 roku. Są nazywani „filipińskimi Beatlesami”.
Grupa powstała na Uniwersytecie Filipińskim w 1989 roku. W jej skład weszli: Ely Buendia, Raimund Marasigan, Buddy Zabala, Marcus Adoro. W 1993 r. wydali swój debiutancki album pt. Ultraelectromagneticpop. Ich album Cutterpillow uzyskał status ośmiokrotnej platyny. Za swoją działalność muzyczną byli wielokrotnie nagradzani (m.in. MTV Video Music Awards, NU Rock Awards, Awit Awards).

## Dyskografia
Albumy studyjne
- Ultraelectromagneticpop! (1993)
- Circus (1994)
- Cutterpillow (1995)
- Fruitcake (1996)
- Sticker Happy (1997)
- Natin99 (1999)
- Carbon Stereoxide (2001)